# Aleksander Wołkowycki

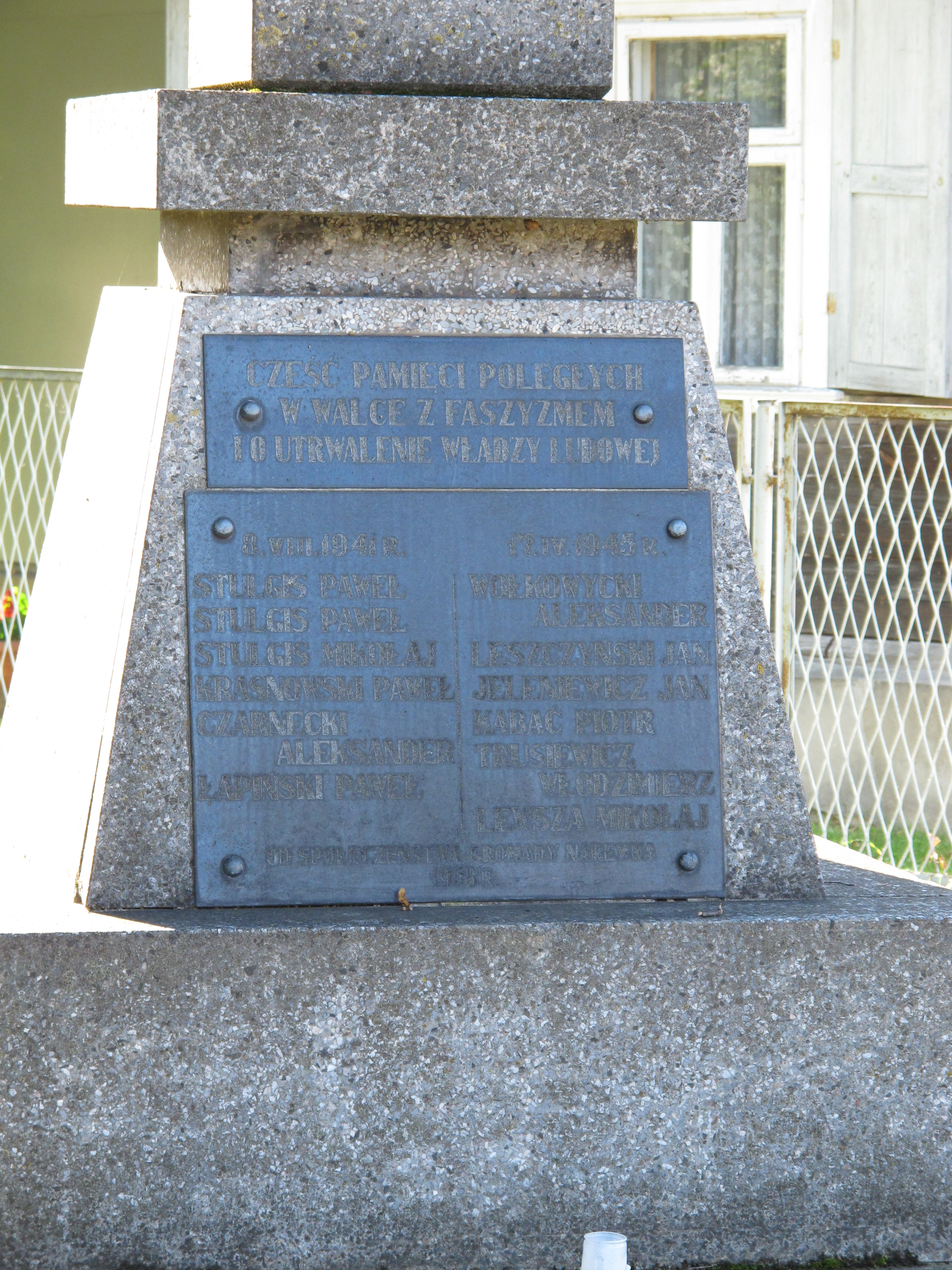
Nieistniejąca tablica z nazwiskiem m.in. Aleksandra Wołkowyckiego w Narewce

Aleksander Wołkowycki (ur. 1895 w Zabłotczyźnie, zm. 17 kwietnia 1945) – białoruski nauczyciel i jeden z twórców szkolnictwa w Narewce na Podlasiu, aktywista białoruski.

## Życiorys
Pochodził z chłopskiej, białoruskiej rodziny. W 1902 roku rozpoczął naukę w szkole podstawowej w Narewce. Po ukończeniu Seminarium Nauczycielskiego w Świsłoczy, które ukształtowało go jako nauczyciela, podejmuje pracę w białoruskiej szkole we wsi Prykaleś (powiat wołkowyski) do 1919 roku, gdy zostaje przez władze niemieckie zamknięta. Z uwagi na narodowościową politykę II RP nie mógł dalej uczyć, do 1926 roku pracował na gospodarstwie, następnie w roli brakarza w Puszczy Białowieskiej. Do pracy nauczyciela powraca jesienią 1939 roku otrzymując mianowanie na kierownika Szkoły Podstawowej w Masiewie w której pracuje do wybuchu niemiecko-radzieckiej wojny w 1941 roku. W wyniku akcji tzw. "oczyszczania Puszczy Białowieskiej" inspirowanej przez Hermanna Göringa, hitlerowcy rodzina Wołkowyckiego została zmuszona do opuszczenia okolic Puszczy Białowieskiej. Okoliczne wsie zostały wówczas zrównane z ziemią w celu utworzenia wokół Puszczy strefy niezamieszkanej, aby utrudnić działalność partyzantom. Przez pewien czas zamieszkuje Koźliki, po czym wraca w rodzinne strony. W 1942 roku rozpoczyna pracę w fabryce przeróbki karpiny w Skupowie, po jej zniszczeniu powraca do Narewki. W latach 1941–44 był członkiem Komitetu białoruskiego - kolaboracyjnej organizacji niosącej pomoc ludności białoruskiej, której głównym zadaniem była działalność oświatowo-kulturalna oraz budzenie białoruskiej świadomości narodowej. Po wyzwoleniu miasteczka spod hitlerowskiej okupacji (lipiec 1944) rozpoczyna pracę nauczyciela w Publicznej Szkole Podstawowej w Narewce. 22 grudnia 1944 wstępuje w szeregi Polskiej Partii Robotniczej. Piastował funkcję sekretarza Koła PPR w Narewce. 17 kwietnia 1945 został zabity przez zbrojny poakowski oddział Armii Krajowej Obywateli pod dowództwem Zygmunta Szendzielarza. Według Instytutu Pamięci Narodowej Wołkowycki został stracony, wraz z trzema innymi komunistami z Narewki, na mocy wyroku Wojskowego Sądu Specjalnego Obwodu AKO Bielsk Podlaski. 

## Kontrowersje
W 2017 roku z inicjatywy środowisk narodowych oraz Instytutu Pamięci Narodowej, decyzją radnych rady gminy Narewka usunięto dotychczasowego patrona szkoły podstawowej którym był Wołkowycki. Według ustaleń białostockiego oddziału IPN Wołkowycki był autorem donosu do Gestapo z 1943, w wyniku którego aresztowano i zabito Eugenię Siedzik, matkę Danuty Siedzikówny ps. „Inka”. Zdaniem białoruskich działaczy i historyków pomawianie Wołkowyckiego o kolaborację i działalność komunistyczną jest częścią walki o zmianę patrona szkoły w Narewce, którym po Wołkowyckim miałaby zostać "Inka". Zdaniem białoruskiego historyka, prof. Olega Łatyszonka z Białoruskiego Towarzystwa Historycznego w przekonaniu tamtejszych Białorusinów Wołkowycki został zabity, ponieważ uczył języka białoruskiego. Nie mógł uczyć w międzywojennej Polsce, tworzył białoruskie szkolnictwo za okupacji co w oczach narodowych ambicji poakowskich organizacji zbrojnych mogło być odczytane wrogo. Aleksander Wołkowycki mimo działalności w kolaboracyjnym Komitecie białoruskim nie został po wyzwoleniu uznany przez władzę ludową za ideologicznego zdrajcę i stracony. Wręcz przeciwnie, mógł dalej uczyć. Zdaniem prof. Łatyszonka Wołkowycki zginął gdyż był przede wszystkim aktywnym Białorusinem krzewiącym białoruską oświatę.
Szkoła podstawowa w Narewce przyjęła imię Aleksandra Wołkowyckiego w 1968 roku.

## Upamiętnienie
Aleksander Wołkowycki był patronem ulicy oraz Szkoły Podstawowej w Narewce w latach 1968-2017. Nazwa ulicy i patron szkoły zostały zmienione. Nazwę ulicy zmieniono na Lipową. 
W 2018 usunięto również tablicę umieszczoną na pomniku w centrum Narewki, na której widniało nazwisko Aleksandra Wołkowyckiego.